# Planchonella sphaerocarpa
Planchonella sphaerocarpa är en tvåhjärtbladig växtart som först beskrevs av Henri Ernest Baillon, och fick sitt nu gällande namn av Marcel Marie Maurice Dubard. Planchonella sphaerocarpa ingår i släktet Planchonella och familjen Sapotaceae. Inga underarter finns listade i Catalogue of Life.